# Jay Lane

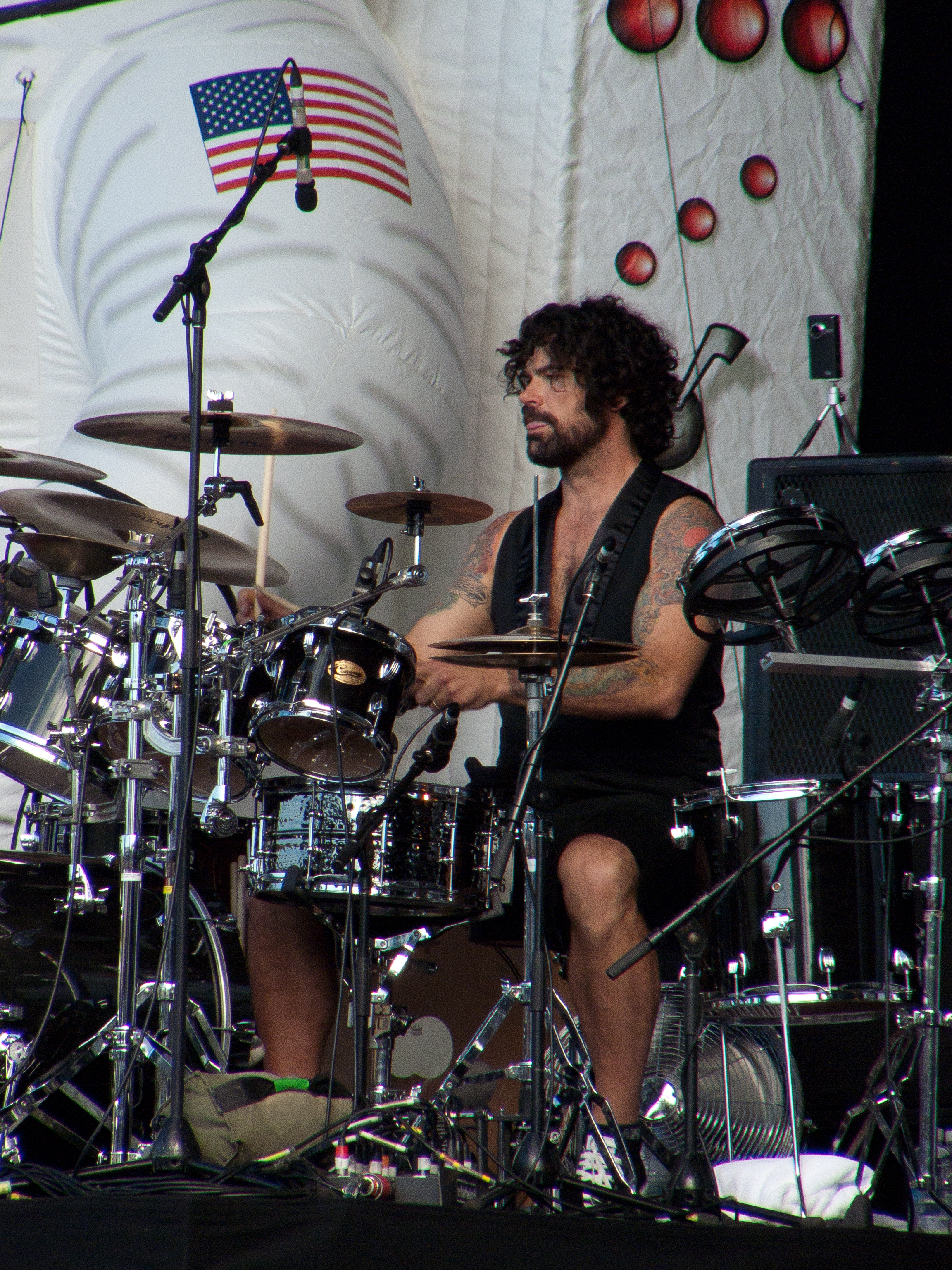
Jay Lane (2011)

Jay Lane (geb. 5. Dezember 1964 in San Francisco) ist ein US-amerikanischer Musiker, der als Schlagzeuger der Bands Alphabet Soup und Ratdog bekannt wurde.

## Leben
Jay Lane begann seine Musikkarriere in den frühen 1980ern in der San Francisco Bay Area in der lokalen Band „Ice Age“ zusammen mit seinem Freund Dave Shul, der später Gitarrist von Michael Franti & Spearhead wurde.
Über Dave Ellis kam Lane anschließend zur Band The Uptones, für die er zwei Jahre tätig war, bevor er zu Freaky Executives ging. 1988 lud Les Claypool ihn ein, bei Primus zu spielen, so dass Lane 8 Monate dort aktiv war und ein Album einspielte (Riddles Are Abound Tonight), welches zuerst unter den Bandnamen „Sausage“ erschien. Lane konzentrierte sich danach wieder auf ein Engagement bei Freaky Executives.
Kurze Zeit später gründete Jay Lane die Band Alphabet Soup. Mit dieser Formation spielte Lane drei Alben ein („Layin Low in the Cut“, „Strivin'“ und „You Re It!“).
Zur selben Zeit tat sich Lane mit Charlie Hunter und Dave Ellis zusammen, um das Charlie Hunter Trio zu bilden. 1993 veröffentlichten sie ein gleichnamiges Album, bevor 1995 das Album „Bing, Bing, Bing!“ erschien.
Innerhalb dieser Zeit spielte er ebenfalls mit dem ehemaligen Grateful-Dead-Gitarristen Bob Weir und Rob Wasserman zusammen, woraus die Band Ratdog erwuchs. Durch den Tod des Grateful-Dead-Bandleaders Jerry García verstärkte Bob Weir sein Augenmerk auf Ratdog, so dass die Band häufiger spielte und auf Touren ging. Mit Ratdog spielte Lane zwei Alben ein (Evening Moods, Live at Roseland).
2002 wurde Jay Lane bei den „California Music Awards“ als „Drummer of the Year“ des BAM Magazins (Bay Area Music) gewählt.
Im Jahr 2005 ging Lane neben Ratdog auch mit Les Claypool’s Fancy Band auf Tournee. 2006 gründete er die Hip-Hop-Band „The Band Of Brotherz“. Nach mehreren lokalen Auftritten spielte die Band amerikaweit und nahm 2009 zwei Alben (Deadbeats and Murderous Medlys, Kama Sutra Styl3) auf.
Im Herbst 2009 trat Lane der neu gegründeten Band Furthur von Bob Weir und Phil Lesh bei, verließ die Band jedoch im Frühjahr 2010 wieder, um für Primus zu spielen.
Jay Lane lebt mit seiner Frau und zwei Kindern in San Francisco.